# دکترین ریگان

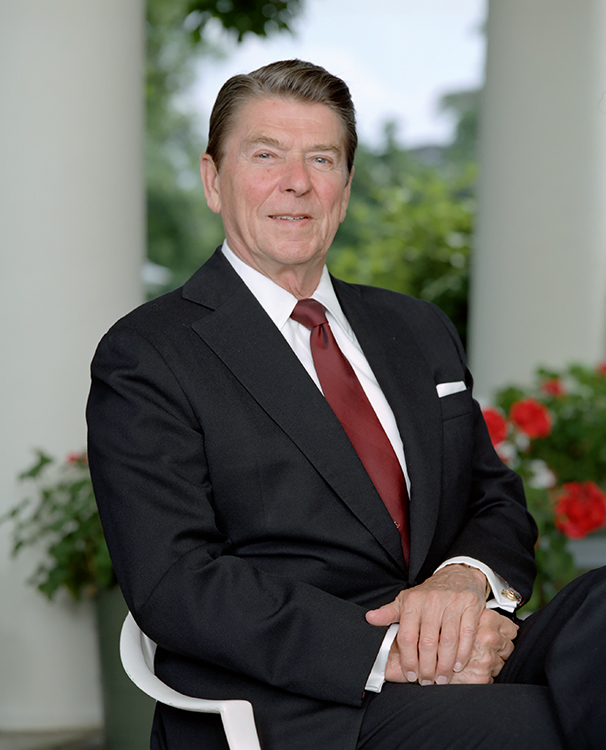
رونالد ریگان رئیس‌جمهور ایالات متحده آمریکا

دکترین ریگان (انگلیسی: Reagan Doctrine) استراتژی بود که ایالات متحده آمریکا در دورهٔ دولت ریگان طرح‌ریزی و پیاده‌سازی کرد تا نفوذ جهانی اتحاد جماهیر شوروی سوسیالیستی را در تلاش برای خاتمه دادن به جنگ سرد درهم بشکند. این دکترین محور سیاست خارجی آمریکا از اوایل دهه ۱۹۸۰ تا پایان جنگ سرد در ۱۹۹۱ بود.
در چارچوب دکترین ریگان، ایالات متحده در تلاش برای مجبور کردن حکومت‌های کمونیستی مورد حمایت شوروی به عقبگرد از سیاست شان به چریک‌های ضد کمونیست و جنبش‌های مقاومت در آفریقا، آسیا، و آمریکای لاتین کمک‌های علنی و مخفی کرد. این دکترین طراحی شد تا به عنوان بخشی از استراتژی کلی دولت برای پایان جنگ سرد از نفوذ شوروی در این مناطق کاسته شود.

## پیش زمینه
دکترین ریگان از سنت روسای جمهور ایالات متحده پیروی می‌کرد که "دکترین های" سیاست خارجی را توسعه می‌دادند، که برای انعکاس چالش‌های پیش روی روابط بین الملل و پیشنهاد راه حل‌های سیاست خارجی طراحی می‌شد. این سنت با دکترین مونرو در سال ۱۸۲۳ آغاز شد و با استنباط روزولت (Roosevelt Corollary)، که گاهی اوقات دکترین روزولت نامیده می‌شود، ادامه یافت.
سنت دکترین ریاست جمهوری پس از جنگ جهانی دوم با  دکترین ترومن در سال ۱۹۴۷ آغاز شد که به عنوان بخشی از استراتژی جنگ سرد، ایالات متحده  برای دور نگه داشتن یونان و ترکیه از حوزه نفوذ شوروی از دولت‌های هر دو کشور حمایت کرد. پس از آن دکترین آیزنهاور، دکترین کندی، دکترین جانسون، دکترین نیکسون و دکترین کارتر دنبال شد که همه آنها رویکردهای سیاست خارجی این روسای جمهور ایالات متحده را در مورد برخی از بزرگترین چالش‌های جهانی دوران ریاست جمهوری آنها تعریف می‌کرد.

## خاتمه
دکترین ریگان تا زمان مدیریت جانشین اش، جرج اچ. دابلیو. بوش، که در نوامبر ۱۹۸۸ ریاست جمهوری ایالات متحده را به دست آورد، ادامه یافت. دوران ریاست جمهوری بوش شامل سال‌های پایانی جنگ سرد و جنگ خلیج فارس بود، اما دکترین ریگان به زودی با پایان یافتن جنگ سرد از سیاست ایالات متحده محو شد. بوش همچنین به "سود صلح" با مزایای اقتصادی کاهش هزینه‌های دفاعی، تا پایان جنگ سرد تاکید کرد. با این حال، پس از ریاست جمهوری بیل کلینتون، تغییری در سیاست خارجی ایالات متحده با ریاست جمهوری پسرش جورج دبلیو بوش و دکترین جدید بوش ایجاد شد که هزینه‌های نظامی را در پاسخ به حملات ۱۱ سپتامبر افزایش داد.
در نیکاراگوئه هم، جنگ کنترا در سال ۱۹۹۰ پس از اینکه دولت ساندینیستا، که با فشارهای نظامی و سیاسی مواجه بود، با انتخابات جدیدی که در آن جناح سیاسی کنتراها شرکت کردند موافقت کرد، پایان یافت. در آنگولا، در سال ۱۹۸۹ با درخواست ساویمبی برای خروج نیروهای نظامی و مستشاران شوروی، کوبا و دیگر از آنگولا  توافق شد. همچنین در سال ۱۹۸۹، در رابطه با افغانستان، میخائیل گورباچف، رهبر شوروی، جنگ علیه مجاهدین مورد حمایت ایالات متحده را یک "زخم خونین" نامید و به اشغال این کشور توسط شوروی پایان داد.